# Николай-Поле (Новониколаевский район)
Николай-Поле (укр. Миколай-Поле) — село,
Софиевский сельский совет,
Новониколаевский район,
Запорожская область,
Украина.
Код КОАТУУ — 2323685905. Население по переписи 2001 года составляло 73 человека.

## Географическое положение
Село Николай-Поле находится на левом берегу реки Верхняя Терса,
выше по течению на расстоянии в 2,5 км расположено село Софиевка,
ниже по течению на расстоянии в 1 км расположено село Новогригоровка,
на противоположном берегу — село Новотерсянское (Васильковский район).
Через проходит автомобильная дорога Т-0408.

## История
- 1894 год — дата основания.